# Ellen (plantage)

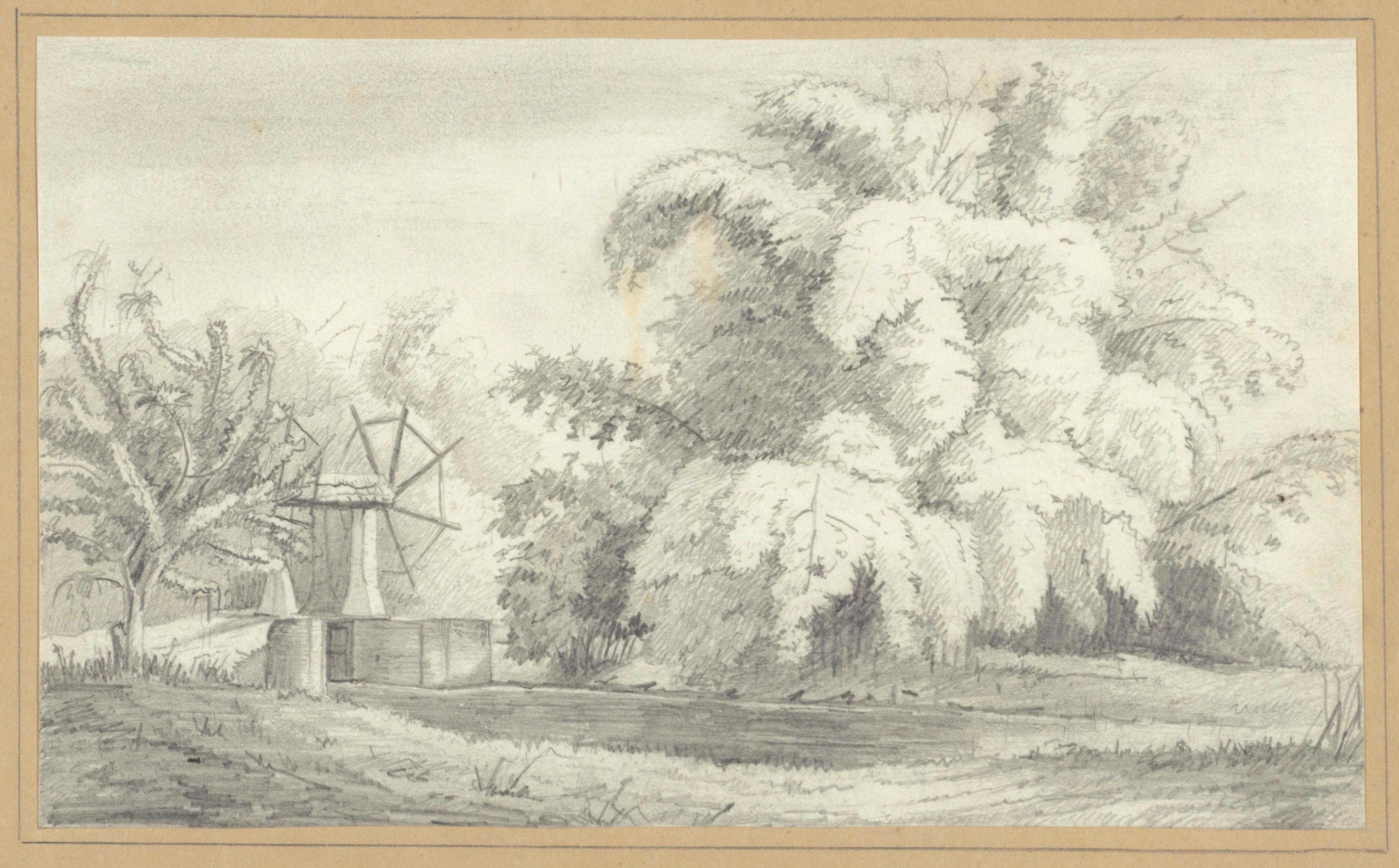
De sluis van plantage Ellen aan de Commewijne rivier, tekening uit 1852.

Ellen was een koffieplantage bij het huidige dorp Ellen aan de Commewijnerivier in het district Commewijne in Suriname. Zij lag rechts bij het opvaren, stroomafwaarts naast plantage Mariënburg en stroomopwaarts naast plantage Leliëndaal. Eerdere namen van de plantage zijn geweest Nooytgedacht en  Troton.

## Geschiedenis
De plantage werd aangelegd door David François Dandiran uit Genève die zijn plantage Nooytgedacht noemde, ook wel gespeld als Nooit Gedagt. Dandiran overleed in 1774 en werd begraven op Nooytgedacht. Bij zijn dood werd het plantagebezit onder sekwestratie geplaatst; het was met hypotheek bezwaard. De plantage werd gekocht door Jean André Tourton. Naar hem heette de plantage in het Sranantongo Troton. Na diens overlijden werd zijn dochter Elisabeth Claudine Tourton de eigenaar. Zij staat vermeld op de kaart van Alexander de Lavaux. Elisabeth was getrouwd met Jacob des Tombe, Schepen van Rotterdam. In 1793 stond Des Tombe als eigenaar vermeld en was de plantage 1.000 akkers. Er werd toen koffie en katoen geteeld.
De volgende eigenaar was Nicolas Herbert sr. die tussen 1825 en 1831 de plantage omzette tot een suikerplantage, een kostbare ingreep waarbij veel kanalen moesten worden gegraven voor het transport van het suikerriet. In 1825 was de naam van de plantage gewijzigd in Ellen. Bij de emancipatie in 1863 kwamen er 184 slaven vrij.
In 1880 werd de plantage aangekocht door de Nederlandse Handelsmaatschappij met het doel het suikerriet te leveren aan een nog te bouwen centraalfabriek in dit gebied. Vanaf 1896 vormde de plantage een alliantie met buurplantage Leliëndaal. In 1908 omvatte de Cultuur Onderneming Leliëndaal de buurplantages Leliëndaal en Ellen met in totaal 511 hectare. In 1925 werd Leliëndaal aangekocht door de cultuur maatschappij Sorgvliet. Tot deze maatschappij behoorden de plantages Sorgvliet, Visserszorg, Leliëndaal en Ellen. Plantage Ellen werd omstreeks 1904 weer verkocht aan de Suikeronderneming Mariënburg. Dat duurde niet lang: in 1910 was er de NV Leliëndaal en Ellen met als eigenaar J.D. Fernandes.
A la bonne heure · Anna's Zorg · Akkerboom · Alliance · Alkmaar · Andresa · Auka · Andreesgift · Bantaskine · Barbados · Batavia · Beekenhorst · Belladrum · Bellevue · Belwaarde · Beninenburg · Berg en Dal · Bergen op Zoom · Berlijn (Commewijne) · Berlijn (Para) · Bethlehem · Boksweide · Boston · Botany Bay · Boxel · Bronswijk · Brouwerslust · Bruinendaal · Bucklebury · Buitenrust · Burnside · Cadrosspark · Caledonia · Campenburg · Cannewapibo · Catharina Sophia · Clevia  · Cliffort-Kokshoven · Clyde · Concordia · Concordia en een Kwart Lot · Courcabo · De Dageraad · De Goede Vriendschap · De Resolutie · De Vier Hendrikken · Diamond · Dijkveld · Domburg · Dordrecht · Eendragt · Elisabeth's Hoop · Ellen · L'Espérance (Nickerierivier) · L'Espérance (Surinamerivier) · Esthersrust · Fairfield · Fortuin · Flora · Florentia · Frederiksburg · Frederiksdorp · Frederikslust · Geertruidenberg · Geyersvlijt · Glensander · Gloria · Groot Chatillon · Groot Marseille · Guadeloupe · Hague · Hamburg · Hamilton · Hamptoncourt · Hannover · Hazard · Hebron · Hecht en Sterk · Hooyland · Hope · Houttuin · Huntly · Huwelijkszorg · Inverness · Jagtlust · Jodensavanne · Johan & Margaretha · Johanna Catharina · Johanna Maria · Johannesburg · John · Katwijk · Kent · Kerkshoven · Killenstein · Klein Bellevue · Kleinhoop · Krappahoek · Kroonenburg · Kwatta · La Jalousie · La Prosperité · La Rencontre · La Ressource (Saramacca) · La Ressource (Surinamerivier) · La Singularité · Laarwijk · Leasowes · Leliëndaal · Leonsberg · Livorno · Longmay · Lunenburg · Lust en Rust · Lustrijk · Maasstroom · Margarethenburg · Maria Petronella · Mariënbosch · Mariënburg · Margaretha's Gift · Mary's Hope · Meerzorg · Merveille · Moed en Kommer · Mon Bijou · Mon Souci · Mon Trésor · Monnikendam · Mopentibo · Morgenster · Moy · Nieuw Mocha · Nieuwzorg · Nieuwe Aanleg · De Nieuwe Grond · Nijd en Spijt · Novar · Nursery · Nut en Schadelijk · Onoribo · Onverwacht · Oranibo · Ornamibo · Overbrug · Overtoom 
· Oxford · Palestina · Paradise · Persévérance · Petersburg · Picardië · Peperpot · Pieterszorg · Plaisance · Poelwijk · Potosie · Purmerend · Reijnsdorp · Reijnsfort · Rijnberk · Roosenburg · Rorac · Rust en Werk · Rustenburg · Saltzhalen · Sans Souci · Saphir · Sarah · Sardam · Schaapstede · Schoonoord · Sinabo en Gelre · Sint Barbara · Sint Eustatius · Slootwijk · Sorgvliet · Spieringshoek · Standvastigheid · Suidwijn · Suzanna's Daal · Toevlugt (Surinamerivier) · Tout Lui Faut · Toledo · Totness · Tyronne · 't Vertrouwen · Victoria · Vierkinderen · Visserszorg · Voorburg · Voorzorg (Saramacca) · Vossenburg · Vredenburg · Vriendsbeleid en Ouderzorg · Vreeland · Waltonhall · Waldijk · Waterloo · Wederzorg · Welbedacht · Welgelegen (Commewijne) · Welgelegen (Coronie) · Welgevallen · Weltevreden · Wolffs Capoerica · Wolfenbüttel · 't Ylant · Zoelen · Zorg en Hoop (hout) · Zorg en Hoop (indigo) · Zorg en Hoop (katoen) · Zorg en Hoop (suiker)